# Almati
Almati (kazakh: Алматы), coneguda abans com a Alma-Atà (rus: Алма-Ата) durant l'època soviètica i Verni (rus: Верный) en la Rússia imperial, fou la capital del Kazakhstan del 1929 fins a la construcció de la nova capital Astanà (actualment Nursultan) el 1998, i és la ciutat més gran del Kazakhstan, amb una població total d'uns 1.300.000 habitants (el 9% del total estatal; 1.266.000 habitants el 2005). El nom significa (ciutat) rica en pomes en kazakh, ja que la poma és originària d'aquesta zona. Fou també capital de l'oblast del mateix nom del 1931 al 2001 (vegeu província d'Almati).
La ciutat, el principal centre comercial del país, és la seu de la principal universitat del país, la Universitat Estatal del Kazakhstan (KazGU) i de molts edificis i oficines del govern, incloent-hi la residència presidencial, construïda després del col·lapse de la Unió Soviètica. Va allotjar els Jocs Asiàtics d'hivern de 2011 i va ser ciutat candidata per a la realització dels Jocs Olímpics d'hivern de 2014.

## Història

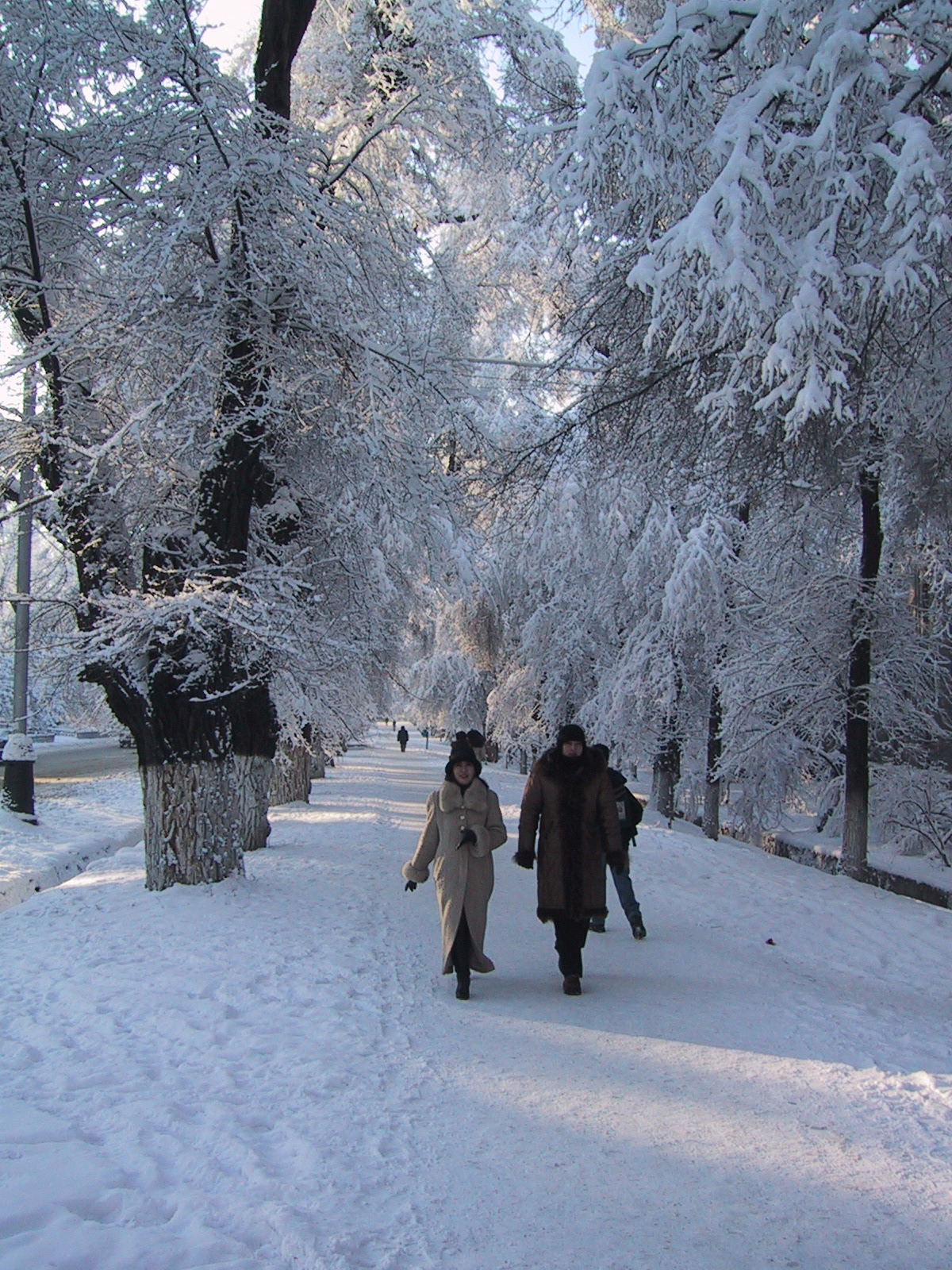
Carrer d'Almati a l'hivern

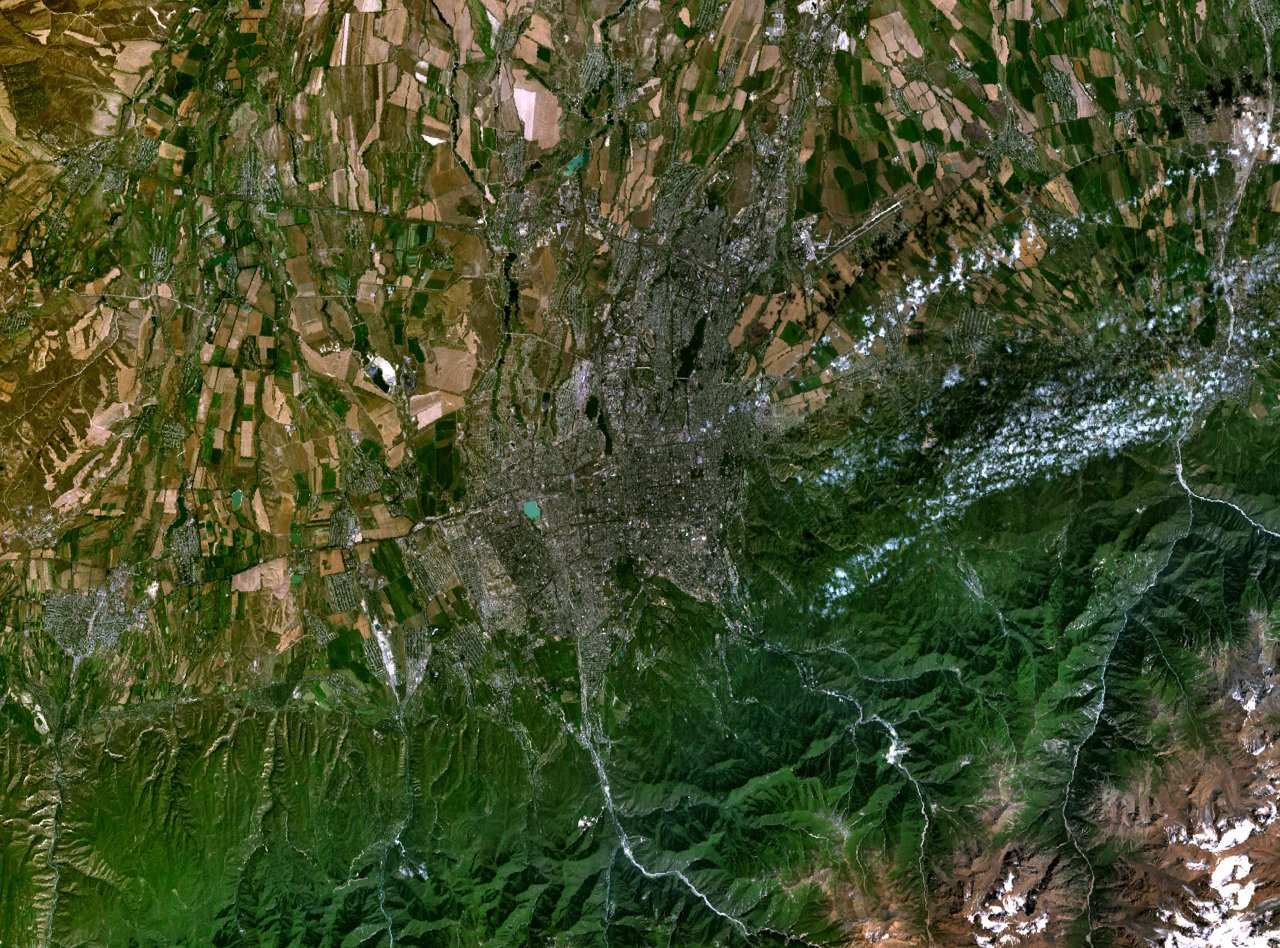
Imatge des de satèl·lit d'Almati

Els primers agricultors i ramaders van establir assentaments al territori d'Almati durant l'edat del bronze, el entre el 1000 aC i el 900 aC i posteriorment, entre el 700 aC i el començament de l'era cristiana fou ocupada per les tribus Saka i posteriorment els Wu-sun del nord de la serralada de Tian Shan, convertint-se en un important centre cultural. Queden restes als nombrosos túmuls funeraris i als antics assentaments, especialment als túmuls gegants dels tsars de Saka. Les troballes arqueològiques més famoses han estat "L'home d'or", també conegut com "El guerrer daurat", de l'Issyk Kurgan; el tresor de Zhalauly, la diadema de Kargaly i els bronzes d'arts Zhetysu (calderes, llums i altars).
Al segle xv i al segle xviii, la ciutat estava en decadència per la reducció del comerç de la Ruta de la Seda. Les nacions europees realitzaven més comerç enviant-se a l'estranger. Aquest període va ser una de les transformacions ètniques i polítiques crucials. Els jungar van envair, dominant el poble kazak durant un període. Els kazaks van lluitar per protegir la seva terra i preservar la independència. El 1730 el kazaks van derrotar els jungar a les muntanyes d'Anyrakay, a 70 quilòmetres al nord-oest d'Almati. Durant el segle xviii, la ciutat i la regió es trobaven a la frontera entre el Kanat de Kokand i l'imperi de la dinastia Qing.
Va ser absorbida com a part de l'Imperi rus a la dècada de 1850 quan una tropa de cosacs siberians provinents d'Omsk va creuar el riu Lli per fundar el fort Zailiski el 1854 als peus de la cadena muntanyenca del Tian Shan, sobre una colònia kazak anomenada Almaty (4 de febrer de 1854), i després, a l'octubre, el van canviar de nom a Fort Viernyi. A partir del 1856 hi van arribar colons russos que van fundar una vila cossaca (Bolshaya Almatinskaya Stanitsa) al costat del fortí.
El 1867 es va establir el poble d'Almatinsk amb la fortalesa i els assentaments que s'havien format al seu entorn, però el nom no va agradar i va persistir el de Verniy de l'antic fort. Fou des del 1867 la capital del govern rus de Semirechie. El 1871 fou virtualment reconstruïda sobre el model rus i va arribar a 12.000 habitants. La ciutat fou destruïda per un terratrèmol el 28 de maig de 1887. Un altre terratrèmol es va produir el 1911, en aquell cas, la catedral Ortodoxa, que es va construir per resistir els terratrèmols, va ser l'únic edifici important que va romandre dret.
Durant la primera guerra mundial, el tsar va evacuar plantes, factories, centres culturals i d'investigació del front europeu, que es van instal·lar en Verniy canviant de manera notable la ciutat. El 1921 va adoptar el nom de Verniy–Alma-Ata. El 1926 la construcció del ferrocarril Turquestan-Sibèria en va accelerar el desenvolupament, ja que es va convertir en una aturada obligatòria en la ruta; aquell any tenia 45.000 habitants. El 2 de març de 1927 el Comitè Central Executiu va decidir traslladar la capital de la República de Kyzyl Orda a Alma Ata, trasllat implementat el 29 d'abril de 1927 i oficialitzat el 1929. El 1930 es va obrir l'aeroport. El 1939 tenia ja 230.000 habitants.
Durant la Segona Guerra Mundial hi foren traslladades moltes persones i indústries del front occidental, especialment de menjar, indústria lleugera i pesant, fet que va fer créixer la ciutat considerablement, fent-ne un dels principals centres industrials de la Unió Soviètica. La presa Medeo, que protegeix la ciutat de les marees de fang es va construir el 1972. El 1978 hi va tenir lloc la Conferència Internacional Sanitària d'Alma-Atà, que va posar en relleu la importància de l'atenció primària en el terreny sanitari com a estratègia de desenvolupament dels pobles.
El 1988 s'hi va iniciar la construcció del metro suburbà i la primera línia del sistema es va posar en funcionament el desembre de 2011 després de 23 anys d'obres.
El 21 de desembre de 1991, s'hi va signar l'acord que posava fi a la Unió Soviètica i creava la Comunitat d'Estats Independents. Des d'aquest moment, Almati es va convertir en la capital de la República del Kazakhstan. El 1993 el govern del Kazakhstan va adoptar per la ciutat el nom d'Almaty. L'1 de juliol de 1998 una llei la va declarar capital científica, cultural, històrica, financera i industrial del Kazakhstan mentre la capital administrativa passava a Astanà.

## Geografia

### Clima
La ciutat es troba en la part més humida del Kazakhstan (més de 100 litres de pluja els mesos d'abril i maig) i es troba força al sud cosa per la qual no té unes temperatures hivernals tan baixes com la majoria del país.

| Temperatures i precipitacions mitjanes de Almaty | Temperatures i precipitacions mitjanes de Almaty | Temperatures i precipitacions mitjanes de Almaty | Temperatures i precipitacions mitjanes de Almaty | Temperatures i precipitacions mitjanes de Almaty | Temperatures i precipitacions mitjanes de Almaty | Temperatures i precipitacions mitjanes de Almaty | Temperatures i precipitacions mitjanes de Almaty | Temperatures i precipitacions mitjanes de Almaty | Temperatures i precipitacions mitjanes de Almaty | Temperatures i precipitacions mitjanes de Almaty | Temperatures i precipitacions mitjanes de Almaty | Temperatures i precipitacions mitjanes de Almaty | Temperatures i precipitacions mitjanes de Almaty |
| Mes                                              | Gen                                              | Feb                                              | Mar                                              | Abr                                              | Mai                                              | Jun                                              | Jul                                              | Ago                                              | Set                                              | Oct                                              | Nov                                              | Des                                              | Any                                              |
| ------------------------------------------------ | ------------------------------------------------ | ------------------------------------------------ | ------------------------------------------------ | ------------------------------------------------ | ------------------------------------------------ | ------------------------------------------------ | ------------------------------------------------ | ------------------------------------------------ | ------------------------------------------------ | ------------------------------------------------ | ------------------------------------------------ | ------------------------------------------------ | ------------------------------------------------ |
| Record altes °C (°F)                             | 18.2 (65)                                        | 19.0 (66)                                        | 28.0 (82)                                        | 33.2 (92)                                        | 35.1 (95)                                        | 39.3 (103)                                       | 41.7 (107)                                       | 40.5 (105)                                       | 38.1 (101)                                       | 31.1 (88)                                        | 25.4 (78)                                        | 19.2 (67)                                        | 41,7 (107)                                       |
| Mitjana més altes °C (°F)                        | -0.2 (32)                                        | 1.4 (35)                                         | 7.0 (45)                                         | 17.2 (63)                                        | 21.6 (71)                                        | 26.7 (80)                                        | 29.8 (86)                                        | 28.7 (84)                                        | 23.8 (75)                                        | 15.9 (61)                                        | 7.5 (46)                                         | 2.4 (36)                                         | 15,2 (59)                                        |
| Mitjana diària °C (°F)                           | -5.4 (22)                                        | -4.1 (25)                                        | 1.7 (35)                                         | 11.4 (53)                                        | 16.1 (61)                                        | 21.0 (70)                                        | 23.7 (75)                                        | 22.3 (72)                                        | 17.2 (63)                                        | 9.5 (49)                                         | 2.0 (36)                                         | -2.7 (27)                                        | 9,4 (49)                                         |
| Mitjana més baixes °C (°F)                       | -9.6 (15)                                        | -8.2 (17)                                        | -2.6 (27)                                        | 6.1 (43)                                         | 10.5 (51)                                        | 15.2 (59)                                        | 17.8 (64)                                        | 16.3 (61)                                        | 11.2 (52)                                        | 4.5 (40)                                         | -2.1 (28)                                        | -6.7 (20)                                        | 4,4 (40)                                         |
| Record baixes °C (°F)                            | -30.1 (-22)                                      | -37.7 (-36)                                      | -24.8 (-13)                                      | -10.9 (12)                                       | -7.0 (19)                                        | 2.0 (36)                                         | 7.3 (45)                                         | 4.7 (40)                                         | -3.0 (27)                                        | -11.9 (11)                                       | -34.1 (-29)                                      | -31.8 (-25)                                      | −37,7 (−36)                                      |
| Precipitació mm (inches)                         | 33 (1.3)                                         | 41 (1.61)                                        | 62 (2.44)                                        | 111 (4.37)                                       | 106 (4.17)                                       | 61 (2.4)                                         | 38 (1.5)                                         | 27 (1.06)                                        | 29 (1.14)                                        | 56 (2.2)                                         | 52 (2.05)                                        | 41 (1.61)                                        | 657 (25,87)                                      |
| Font: pogoda.ru 2009-08-14                       |                                                  |                                                  |                                                  |                                                  |                                                  |                                                  |                                                  |                                                  |                                                  |                                                  |                                                  |                                                  |                                                  |

### Hidrografia
Almati, ubicada a la falda de la muntanya disposa d'una important xarxa hidrogràfica formada per rius Bolshaya Almatinka i Malaya Almatinka que flueixen per la ciutat, els seus afluents, canals i embassaments. La quantitat anual de precipitacions és força elevada i la fusió de les glaceres d'alta muntanya a l'estiu i, per descomptat. Tots els rius de la ciutat són perillosos per al flux de fang i pertanyen a la conca del desguàs tancat del llac Balkhash. Les seves aigües s'utilitzen per satisfer les necessitats industrials, econòmiques i recreatives de la ciutat. Un tret característic del paisatge urbà d'Alma-Ata és la presència d'una extensa xarxa de sequies.

### Terreny

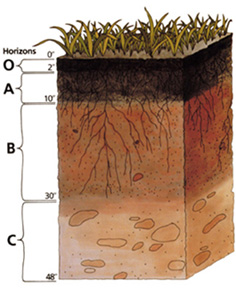
Secció transversal de txernozem, mostrant els seus diferents horitzons.

L'entorn d'Almati, al peu del Trans-Ili Alatau, està dominat pels canvis d'altitud, amb una franja de bosc de castanyers de 750 a 1000 m, en què es troba la major part de la ciutat, i una zona estepària de txernozem de 1000 a 1200–1400 m, un dels terrenys més fèrtils del planeta de manera natural. El nord de la ciutat es distingeix està representada per una plana estepària inclinada amb valls i barrancs profunds, composta per una gruixuda capa de margues en forma de loess, recolzades a una profunditat considerable per dipòsits de sorra i còdols.

## Demografia
La població oficial de la ciutat a principis del 2021 era de 1.977.011 persones. La ciutat és multinacional: kazakhs (61,45%), russos (24,31%), uigurs (5,42%); també hi ha coreans (1,81%), tàtars (1,31%) i altres (5,71%) (2020, estimació). Malgrat la seva edat relativament petita, els processos demogràfics a la ciutat són complexos i diversos, cosa que reflecteix en gran manera la seva variada composició nacional. Un tret característic de la ciutat moderna és el seu multilingüisme. Els idiomes rus i kazakh són àmpliament utilitzats a la ciutat.

## Divisió administrativa
Actualment, el territori d'Almaty està dividit en 8 districtes: Alatau, Almalinsky, Auezovsky, Bostandyk, Medeusky, Nauryzbaysky, Turksib i Zhetysusky.